# Serguéi Sokolov
Serguéi Leonídovich Sokolov (en ruso: Сергей Леонидович Соколов; 1 de julio de 1911 - 31 de agosto de 2012) fue un comandante militar de nacionalidad rusa y soviética.

## Carrera militar
Sokolov sirvió en la batalla del lago Jasán durante las guerras fronterizas entre la URSS y Japón y también en el frente oriental durante la Segunda Guerra Mundial.
Fue comandante del distrito militar de Leningrado desde 1965 hasta 1984 y primer ministro Adjunto de Defensa de 1967 a 1984.
Sokolov fue ascendido a Mariscal de la Unión Soviética en 1978. Estaba al cargo de las fuerzas terrestres soviéticas durante la invasión soviética de Afganistán. Dirigió personalmente la incursión soviética principal de las fuerzas terrestres el 27 de diciembre de 1979. Sus acciones y estrategias de comando durante la guerra lo convirtieron en uno de los mariscales más respetados de la Unión Soviética. El 28 de abril de 1980 fue galardonado con el título de Héroe de la Unión Soviética.
Sokolov fue nombrado Ministro de Defensa de la Unión Soviética en 1984 y ocupó este cargo hasta 1987, cuando fue despedido por Mijaíl Gorbachov como resultado del asunto Mathias Rust. Asimismo fue un candidato (sin derecho a voto) miembro del Buró Político desde 1985 hasta 1987.
Sokolov ha sido asesor del ministro de Defensa de la Federación de Rusia desde 1992. En julio de 2001, se convirtió en ciudadano honorario de Crimea, Rusia.
En su cumpleaños centenario, afirmó "el prestigio del servicio militar recuperará la importancia que alguna vez tuvo".

## Condecoraciones
- Héroe de la Unión Soviética (28 de abril de 1980) - por su valor personal y la gestión de las tropas, que se manifiesta en la prestación de la asistencia internacional a la República Democrática de Afganistán
- Orden al Mérito por la Patria; 
  - 2.ª clase (21 de junio de 2001) - por su contribución al fortalecimiento de la defensa nacional y activa en la educación patriótica de los jóvenes
  - Tercera clase (30 de junio de 1996) - por sus servicios a la aportación estatal y personal para el desarrollo y la reforma de las Fuerzas Armadas de la Federación de Rusia
  - 4.ª clase (2 de noviembre de 2009)
- Orden de Alejandro Nevski (23 de junio de 2011) - Contribución al fortalecimiento de la defensa nacional y de largo plazo las actividades públicas
- Orden de Honor (1 de julio de 2006) - por los servicios para fortalecer la defensa nacional y el trabajo en la educación patriótica de la juventud
- Orden de Zhúkov (25 de abril de 1995) - por las acciones en la dirección de las tropas en operaciones de combate durante la Gran Guerra Patria de 1941-1945
- Orden de Lenin, tres veces 30 de junio de 1971, 28 de abril de 1980, 30 de junio de 1986)
- Orden de la Bandera Roja, dos veces (20 de abril de 1953, 22 de febrero de 1968)
- Orden de Suvórov, de 1.ª clase (6 de mayo de 1982)
- Orden de la Guerra Patria, 1.ª clase (6 de abril de 1985)
- Orden de la Estrella Roja, dos veces (14 de enero de 1943, 6 de noviembre de 1947)
- Orden del Servicio a la Patria en las Fuerzas Armadas de la URSS, 3.ª clase (30 de abril de 1975)
- Medalla al Valor
- Medalla por el Servicio de Combate
- Medalla Conmemorativa por el Centenario del Natalicio de Lenin
- Medalla al Servicio Distinguido en la Vigilancia de las Fronteras del Estado
- Medalla por la Defensa del Ártico soviético
- Medalla por la Victoria sobre Alemania en la Gran Guerra Patria 1941-1945
- Medalla Conmemorativa del 20.º Aniversario de la Victoria en la Gran Guerra Patria de 1941-1945
- Medalla Conmemorativa del 30.º Aniversario de la Victoria en la Gran Guerra Patria de 1941-1945
- Medalla Conmemorativa del 40.º Aniversario de la Victoria en la Gran Guerra Patria de 1941-1945.
- Medalla Conmemorativa del 50.º Aniversario de la Victoria en la Gran Guerra Patria de 1941-1945
- Medalla Conmemorativa del 60.º Aniversario de la Victoria en la Gran Guerra Patria de 1941-1945
- Medalla Conmemorativa del 65.º Aniversario de la Victoria en la Gran Guerra Patria de 1941-1945
- Medalla del 30.º Aniversario de las Fuerzas Armadas de la URSS
- Medalla del 40.º Aniversario de las Fuerzas Armadas de la URSS
- Medalla del 50.º Aniversario de las Fuerzas Armadas de la URSS
- Medalla del 60.º Aniversario de las Fuerzas Armadas de la URSS
- Medalla del 70.º Aniversario de las Fuerzas Armadas de la URSS
- Medalla por servicio impecable, 1.ª clase
- Orden de San Beato príncipe Dmitri Donskói gran segunda clase (Iglesia Ortodoxa Rusa, 2005)

### Afganistán
- Orden de la Bandera Roja (1982)
- Orden de la Revolución Saur (1984)

### Bulgaria
- Orden de Georgi Dimitrov, dos veces (1985, 1986)
- Orden de la República Popular de Bulgaria grado I (1974)
- Medalla de "25 años del Ejército Popular de Bulgaria" (1969)
- Medalla "30 Años de la Victoria sobre el fascismo" (1975)
- Medalla "30 Años del Ejército Popular de Bulgaria" (1974)
- La medalla "Por Fortalecimiento de la Hermandad de armas" (1977)
- Medalla "100 años de la liberación de Bulgaria del yugo otomano" (1978)
- La medalla "90.º aniversario del nacimiento de Jorge Dimitrov" (1974)
- Medalla "100 aniversario del nacimiento de Jorge Dimitrov" (1983)
- Medalla de "1300 años de Bulgaria" (1982)
- Medalla "40 Años de la Victoria sobre el fascismo" (1985)

### Hungría
- Orden de la Bandera de la República de Hungría, con rubíes (1986)
- Medalla "Por la cooperación militar», 1.ª clase (1980)

### Vietnam
- Orden de Ho Chi Minh (1985)
- Orden al valor militar, 1.ª clase (1983)

### Alemania del Este
- Orden de Carlos Marx (1986)
- Medalla de "Hermandad de armas" (1980)
- Medalla "30 Años del Ejército Nacional del Pueblo" (1986)

### Jordania
- Orden de la Independencia, 1.ª clase (1977)

### Corea del Norte
- Medalla "40 años de la liberación de Corea" (1985)

### Cuba
- Orden Nacional de Playa Girón (1986)
- Medalla Conmemorativa XX Aniversario de las Fuerzas Armadas Revolucionarias (1978)
- Medalla Conmemorativa 30 Aniversario de las Fuerzas Armadas Revolucionarias (1987)

### Mongolia
- Orden de Sukhbaatar, dos veces (1971, 1986)
- Orden de la Bandera Roja (1982)
- Medalla del 30.º Aniversario de la Victoria sobre Japón (1976)
- Medalla del 30.º Aniversario de la Victoria en Jaljin Gol (1969)
- Medalla del 40.º Aniversario de la Victoria en Jaljin Gol(1979)
- Medalla del 50.º Aniversario de la Revolución Popular de Mongolia (1972)
- Medalla del 60.º Aniversario de Revolución Popular de Mongolia (1982)
- Medalla del 50.º Aniversario del Ejército Popular de Mongolia (1971)
- Medalla del 60.º Aniversario del Ejército Popular de Mongolia (1982)

### Polonia
- Orden del Mérito de la República de Polonia, de 2.ª clase (1985)
- Orden Polonia Restituta, clases de 2.º y 3.º (1968, 1971)

### Rumania
- Orden de Tudor Vladimirescu, 1.ª clase (1969)
- Orden "23 de agosto" (1974)
- Medalla de "30 años de la liberación del fascismo Rumania" (1974)
- Medalla al "Mérito Militar" (1980)

### Checoslovaquia
- Orden de Klement Gottwald (1985)
- Medalla por el Fortalecimiento de la Amistad en Armas, 1.ª clase (1972)
- Medalla 40 Años de la Insurrección Nacional Eslovaca (1985)
- Medalla "50 años del Partido Comunista de Checoslovaquia" (1971)

### Finlandia
- Orden de la Rosa Blanca de Finlandia, 1.ª clase (1986)

En julio de 2001, el día de su cumpleaños número 90, fue galardonado con el título "Honoris Causa krymchanin" y un ciudadano de honor de Eupatoria.